# Strymon pan
Strymon pan är en fjärilsart som beskrevs av Harris 1833. Strymon pan ingår i släktet Strymon och familjen juvelvingar. Inga underarter finns listade i Catalogue of Life.